# Idiomacromerus korneyevi
Idiomacromerus korneyevi är en stekelart som beskrevs av Zerova och Seryogina 2001. Idiomacromerus korneyevi ingår i släktet Idiomacromerus och familjen gallglanssteklar. Inga underarter finns listade i Catalogue of Life.